# Berdreyminn
Berdreyminn — шестой студийный альбом исландской пост-метал-группы Sólstafir, выпущенный 26 мая 2017 года на лейбле Season of Mist.

## Отзывы критиков
Альбом получил положительные отзывы от музыкальных критиков. Джо Дели из Metal Hammer описал альбом как «захватывающее и полностью погружающее путешествие, которое захватывает всё больше с каждым прогрессивным вращением». Рецензент Metal Injection пишет: «Sólstafir создали ещё один великолепный альбом, возможно, самый эмоциональный из всех».
Berdreyminn стал лучшим пост-метал-альбомом года по версии портала Metal Storm.

## Список композиций
| №                   | Название            | Длительность |
| ------------------- | ------------------- | ------------ |
| 1.                  | «Silfur-refur»      | 6:54         |
| 2.                  | «Ísafold»           | 4:58         |
| 3.                  | «Hula»              | 7:07         |
| 4.                  | «Nárós»             | 7:22         |
| 5.                  | «Hvít sæng»         | 7:22         |
| 6.                  | «Dýrafjörður»       | 7:31         |
| 7.                  | «Ambátt»            | 8:08         |
| 8.                  | «Bláfjall»          | 8:00         |
| Общая длительность: | Общая длительность: | 57:22        |

| №                   | Название            | Длительность |
| ------------------- | ------------------- | ------------ |
| 9.                  | «Untitled»          | 1:00         |
| 10.                 | «Svart Blóð»        | 4:49         |
| 11.                 | «Samband Í Berlin»  | 4:22         |
| Общая длительность: | Общая длительность: | 67:32        |

## Участники записи
Sólstafir
- Адальбьёрн Триггвасон — гитара, вокал
- Сайтоур Мариус Сайтоурссон — гитара
- Свавар Эйстманн — бас-гитара
- Хадльгримюр Йоун Хадльгримссон — ударные, бэк-вокал

Приглашённые музыканты
- Снорри Сигюрдарсон — труба, флюгельгорн
- Инги Гардар Эрлендссон — тромбон, туба
- Эрна Оумарсдоуттир — валторна
- Хадльдоур А. Бьёрнссон — клавишные
- Amiina — струнные
- Маргрьет Соффиа Эйнарсдоуттир — вокал (сопрано)